# Leia Dongue
Leia Tânia do Bastião Dongue, "Tanucha" (Maputo, Mozambique, 24 de mayo de 1991) es una jugadora de baloncesto de Mozambique. 

## Biografía
Nació en Maputo, Mozambique. Conocida como "Tanucha", empezó a jugar a baloncesto en el equipo Desportivo Maputo mozambiqueño, con el que ganó la Copa de Campeones de África en 2008. Desde mayo de 2013, jugó en el equipo Primeiro de Agosto en Angola. Mide 1.86 m, y juega en la posición de pívot.
Fue elegida MVP en 2014 en la Liga de Baloncesto de Angola, y en los años 2014 y 2015 en la Copa FIBA de Clubs de África.

## Clubs
- 2008- Maputo Mozambique.[3]
- 2013- 1.º de Agosto, Luanda (Angola).[4]
- 2016/2017: Al-Qázeres. Ascenso a Liga Femenina.[1]
- 2018-; Gernika basket.[5]
- 2018-2019: Cegled, Hungría. Jugando EuroCup.[3]
- 2019-: Uni Girona. Campeonas de Liga Femenina.[6]
- 2019/2020: Campus Promete.[7]
- 2020- Nantes, Francia.[8]
- 2021-2022;  Araski AES, Vitoria.[1]

## Selecciones
- Seleccionada por Mozambique en categorías inferiores, en varias convocatorias.

## Palmarés

### Campeonatos nacionales
| Título                   | Club          | País   | Año  |
| ------------------------ | ------------- | ------ | ---- |
| Copa Campeones de África | 1.º de Agosto | Angola | 2008 |
| Copa Campeones de África | 1.º de Agosto | Angola | 2012 |
| Copa Campeones de África | 1.º de Agosto | Angola | 2015 |

### Campeonatos internacionales
- Ha sido nombrada Mejor Quinteto del Afrobasket en 2009, 2012, 2013, 2014, 2016 y 2017.
| Título                            | Año  |
| --------------------------------- | ---- |
| Medalla de Plata en el Afrobasket | 2013 |
| Copa de Campeonas de África       | 2014 |
| Copa Campeonas de África.         | 2015 |
| Semifinalistas del Afrobasket.    | 2017 |